# V olších (přírodní památka, okres Brno-venkov)
V olších je přírodní památka na severozápadním okraji obce Trboušany v okrese Brno-venkov. Důvodem ochrany je zachování unikátního společenstva pahorkatinného lužního lesa (tzv. měkkého luhu) s převažujícím zastoupením vrby bílé (Salix alba), olše lepkavé (Alnus glutinosa), topolu bílého (Populus alba), topolu černého (Populus nigra) i ostatních dřevin přirozené skladby. Tento prostorově i druhově diferencovaný les tvoří vhodný biotop především pro vzácné a zvláště chráněné druhy ptáků.